# Jolene (single)
"Jolene" is een nummer van de Amerikaanse countryzangeres Dolly Parton. Het nummer werd in de VS en Canada op single uitgebracht op 15 oktober 1973 en verscheen een paar maanden later ook op haar gelijknamige album. In een groot gedeelte van Europa  in Australië en Nieuw-Zeeland werd de single in juni 1974 uitgebracht en in het Verenigd Koninkrijk en Ierland pas op 15 april 1976.

## Achtergrond
De plaat werd in een groot aantal landen een hit. Parton scoorde in thuisland de Verenigde Staten hiermee haar tweede nummer één-hit in de Amerikaanse hitlijst voor countrymuziek. In het Verenigd Koninkrijk bereikte ze met "Jolene" in april 1976 de 7e positie in de UK Singles Chart. In Ierland werd toen de 8e positie bereikt.
In Nederland werd de plaat destijds wel regelmatig gedraaid op de nationale radio, echter werden zowel de Nederlandse Top 40 als de Nationale Hitparade niet bereikt. De plaat bleef steken in respectievelijk de Tipparade en de Tip 30.
"Jolene" is autobiografisch, en voert een vrouw op die een andere knappere vrouw, Jolene genaamd, smeekt haar man niet af te pakken. Parton heeft gezegd dat kort nadat zij getrouwd was, er een roodharige bankemployee flirtte met haar echtgenoot Carl Dean. De naam 'Jolene' heeft ze van een fan die een keer haar handtekening vroeg.
Het muziektijdschrift Rolling Stone plaatste "Jolene" op de 217de plaats in een lijst van de vijfhonderd beste liedjes aller tijden. Het nummer werd in 2014 opgenomen in de Grammy Hall of Fame.

## Covers
Het nummer is onder meer gecoverd door:
- Me First and the Gimme Gimmes
- Olivia Newton-John
- The White Stripes
- Sophie Ellis-Bextor
- Jody Pijper
- Sandra van Nieuwland
- Miley Cyrus
- Anneke van Giersbergen
- Lucy Hale
- The Common Linnets ft. The BossHoss
- The Sisters of Mercy
- Dami Im
- Suzan & Freek
- Måneskin
- Beyoncé

## Trivia
Een opmerkelijke uitvoering van "Jolene" is als achtergrondmuziek gebruikt in een aflevering van de Amerikaanse tv serie The Blacklist.
Hierin is de originele single-versie op 33 toeren afgespeeld in plaats van de gebruikelijke 45 toeren.

## Hitnoteringen

### UK Singles Chart
| Hitnotering in de UK Singles Chart: | Hitnotering in de UK Singles Chart: | Hitnotering in de UK Singles Chart: | Hitnotering in de UK Singles Chart: | Hitnotering in de UK Singles Chart: | Hitnotering in de UK Singles Chart: | Hitnotering in de UK Singles Chart: | Hitnotering in de UK Singles Chart: | Hitnotering in de UK Singles Chart: | Hitnotering in de UK Singles Chart: | Hitnotering in de UK Singles Chart: | Hitnotering in de UK Singles Chart: |
| Week:                               | 1                                   | 2                                   | 3                                   | 4                                   | 5                                   | 6                                   | 7                                   | 8                                   | 9                                   | 10                                  | 11                                  |
| ----------------------------------- | ----------------------------------- | ----------------------------------- | ----------------------------------- | ----------------------------------- | ----------------------------------- | ----------------------------------- | ----------------------------------- | ----------------------------------- | ----------------------------------- | ----------------------------------- | ----------------------------------- |
| Positie:                            | 42                                  | 38                                  | 28                                  | 18                                  | 17                                  | 7                                   | 9                                   | 13                                  | 17                                  | 32                                  | uit                                 |

### NPO Radio 2 Top 2000
| Nummer met noteringen in de NPO Radio 2 Top 2000 | '99  | '00 | '01  | '02  | '03 | '04 | '05 | '06 | '07 | '08 | '09 | '10 | '11 | '12 | '13 | '14 | '15 | '16 | '17 | '18 | '19 | '20 | '21 | '22 | '23 | '24 |
| ------------------------------------------------ | ---- | --- | ---- | ---- | --- | --- | --- | --- | --- | --- | --- | --- | --- | --- | --- | --- | --- | --- | --- | --- | --- | --- | --- | --- | --- | --- |
| Jolene                                           | 1364 | -   | 1471 | 1199 | 775 | 757 | 781 | 749 | 717 | 750 | 963 | 928 | 726 | 770 | 445 | 436 | 221 | 154 | 128 | 105 | 97  | 64  | 99  | 106 | 93  | 77  |

1. ↑  Een '-' betekent dat het nummer niet was genoteerd en een vetgedrukt getal geeft de hoogste notering aan.

### Evergreen Top 1000
| Evergreen Top 1000 | Evergreen Top 1000 | Evergreen Top 1000 | Evergreen Top 1000 | Evergreen Top 1000 | Evergreen Top 1000 | Evergreen Top 1000 | Evergreen Top 1000 | Evergreen Top 1000 | Evergreen Top 1000 | Evergreen Top 1000 | Evergreen Top 1000 | Evergreen Top 1000 | Evergreen Top 1000 | Evergreen Top 1000 | Evergreen Top 1000 | Evergreen Top 1000 |
| Jaar               | 2008               | 2009               | 2010               | 2011               | 2012               | 2013               | 2014               | 2015               | 2016               | 2017               | 2018               | 2019               | 2020               | 2021               | 2022               | 2023               |
| ------------------ | ------------------ | ------------------ | ------------------ | ------------------ | ------------------ | ------------------ | ------------------ | ------------------ | ------------------ | ------------------ | ------------------ | ------------------ | ------------------ | ------------------ | ------------------ | ------------------ |
| Positie            | -                  | 715                | 705                | 705                | 710                | 547                | 630                | 430                | 390                | 248                | 191                | 256                | 234                | 260                | 196                | 235                |